# Голоса (фильм, 2014)
«Голоса» (англ. The Voices) — фильм 2014 года режиссёра Маржан Сатрапи. Премьера состоялась 19 января 2014 на Кинофестивале Сандэнс.

## Сюжет
Джерри — оптимистичный парень с жизнерадостными взглядами на мир. Он также душевно болен и в последнее время не принимал назначенные ему антипсихотические препараты. В своих галлюцинациях он видит, как его кот предлагает ему стать серийным убийцей, в то время как его собака пытается убедить его, что он хороший. После того как он начинает вновь принимать препараты, он переживает короткие периоды ясности, в которые понимает, что в его жизни гораздо больше насилия, чем он себе представлял.
Он убивает Фиону, она является ему в виде призрака и рассказывает ему о хорошей жизни, которая была у неё до смерти. Затем Фиона требует, чтобы Джерри принял лекарства. Джерри принимает свои таблетки, и на следующий день видит кошмары о своем прошлом. Когда он просыпается, его галлюцинации прекращаются; его домашние животные больше не разговаривают с ним, в квартире беспорядок, мусор и кровь по всей его кухне. Он в ужасе выбрасывает таблетки, и на следующее утро его галлюцинации возвращаются.
Джерри просит Лизу о свидании. По пути домой, он завозит её в заброшенный дом, где, как выясняется, его мать призналась в своем безумии, когда он был ребёнком. Она решила покончить жизнь самоубийством, пытаясь перерезать себе горло, но не смогла сделать это сама и поэтому умоляла Джерри положить конец её страданиям. Полиция обнаружила, что Джерри стоит над своей мёртвой матерью. Лиза его утешает. Они идут к ней домой и проводят ночь вместе.
Позже Лиза приходит в дом Джерри. Она входит и видит состояние квартиры. Джерри пытается всё объяснить, но Лиза убегает и прячется в ванную. Мужчина врывается к ней и Лиза начинает бить его вешалкой для полотенец, а потом бежит в его комнату. Джерри пытается успокоить её извинениями, но когда она пытается сбежать, он бросает её на кровать, в результате девушка ломает себе шею. Джерри отрубает Лизину голову и кладет её в холодильник.
Его друзья начинают понимать, что Фиона и Лиза пропали без вести. Элисон идет к Джерри, он немедленно убивает её, и также отрубает ей голову.
Джерри признается в своих убийствах своему доктору — Уоррен. Она пытается вызвать полицию, но он берёт ее в заложники и заставляет помогать ему. Она успокаивает его. Тем временем в дом Джерри врываются[кто?] и вызывают полицию. Джерри возвращается домой, вместе с заложницей Уоррен, дом окружён полицией. Мужчина бежит в подвал, ломая при этом газовую трубу. В это время полиция спасает доктора Уоррен, они отброшены назад огромным взрывом, вызванным утечкой газа.
Голоса Боско и мистера Уискерс, которые больше не принимают формы собаки и кошки, говорят с ним, мистер Уискерс настаивает, чтобы он ушёл оттуда и нашел другое место для жизни, чтобы скрылся, чтобы он мог продолжать убивать и чувствовать себя живым, а Боско говорит ему, что Джерри больше нет места в этой жизни и, что он должен позволить огню «усыпить его». Решив остаться и положить конец собственным страданиям, он ложится и ждёт смерти.
В белой пустоте Боско и мистер Уискерс признаются, что, несмотря на их противоположные убеждения, они любили друг друга, прежде чем разойтись. Джерри встречается со своими родителями, Фионой, Лизой и Элисон, он приносит извинения женщинам за то, что убил их. Появляется Иисус, и все они танцуют и поют вместе.

## В ролях
| Актёр            | Роль           |
| ---------------- | -------------- |
| Райан Рейнольдс  | Джерри         |
| Анна Кендрик     | Лиза           |
| Джемма Артертон  | Фиона          |
| Джеки Уивер      | доктор Уоррен  |
| Гулливер Макграт | молодой Джерри |

## Производство
До начала производства фильма, сценарий «Голоса» был невероятно высоко оценен критиками.
Изначально в фильме главную роль должен был исполнять Марк Романек (по состоянию на 2010 год). Позже стало известно, что на роль Джерри Хикфанга пригласили Бена Стиллера, но он ушел, из-за проблем с бюджетом.

Проект был вновь поднят в августе 2012 года, когда было объявлено, что пост режиссёра займёт Марджан Сатрапи. Когда её в интервью Digital Spy спросили о Райане Рейнольдсе в главной роли, Сатрапи заявила: 
«Вначале мы с продюсером сказали: давайте посмотрим на актера, а затем Райан записал на телефон то, как он может говорить разными голосами, и отправил эту запись нам, и я подумала: „Кто это?“ И вдруг меня осенило. То есть это были те самые голоса, которые слышит парень, так кто же, кроме него, сможет это сделать? Это может быть только он, — так что, да, это был очевидный выбор».
Основные съёмки начались в апреле 2013 года в Берлине, Германия.

## Восприятие
Фильм получил в основном положительные отзывы.
На сайте Rotten Tomatoes фильм имеет рейтинг 75 %, на основании 88 рецензий критиков, со средним баллом 6,6 из 10.
На сайте Metacritic фильм имеет оценку 58 из 100, что соответствует статусу «средние или смешанные отзывы».
Брэд Уилер из канадского издательства The Globe and Mail дал фильму три из четырёх звёзд и заявил: 
«Думайте об этой стильной, причудливой и довольно жуткой картине от Марджан Сатрапи, как о кроссовере Психо, Декстера и доктора Дулиттла».

## Награды и номинации
20-й ежегодный фестиваль L'Etrange в Париже удостоил фильм двумя наградами: «The Canal+ Nouveau Genre Award» (главный приз фестиваля) и столь же престижную «Премию Зрительских Симпатий».
Международный фестиваль фильмов Film Fantastique de Gérardmer 2015 года удостоил фильм ещё двумя наградами: «Призом Зрительских Симпатий» и «Премией Жюри».